# Тутхалян Седа Гургенівна
Седа Гургенівна Тутхалян (нар. 15 липня 1999 року, Ґюмрі, Вірменія) — російська гімнастка, срібний призер Олімпіади 2016 року, чемпіонка юнацьких Олімпійських ігор 2014 року в абсолютній першості та на різновисоких брусах, переможниця та призер Європейських ігор 2015 року в Баку. Заслужений майстер спорту Росії. Майстер спорту міжнародного класу Росії (2015).

## Біографія
Седа Тутхалян народилася 15 липня 1999 року в Гюмрі, в родині відомого радянського самбіста Гургена Тутхаляна. Незабаром після народження разом з родиною переїхала в Москву, де у віці 7 років почала займатися спортивною гімнастикою під керівництвом Марини Ульянкіної.

## Нагороди
- Медаль ордена «За заслуги перед Вітчизною» I ступеня (25 серпня 2016 року) — за високі спортивні досягнення на Іграх XXXІ Олімпіади 2016 року в місті Ріо-де-Жанейро (Бразилія)[5].